# Hjalmar Kjær
Hjalmar Kjær (født 9. december 1872 i Aarhus, død 30. juni 1933 i Odense) var en dansk arkitekt.
Hjalmar Kjær var søn af sæbefabrikant Hans Kjær og Kathrine Rasmussen. Han gik på Teknisk Skole og blev optaget på Kunstakademiet i alm. forberedelsesklasse januar 1894 og tog afgang som arkitekt maj 1896. Ca. 1912 var han på studierejse i Italien.
Han havde tegnestue i Odense fra 1898, og boede her det meste af sit liv. Hans virke kom til at præge bybilledet i Odense med boligejendomme og offentlige bygninger samt med broer, vej- og gadeanlæg. Kjær havde også opgaver udenfor Odense blandt andet i Aarhus og København, hvor han byggede to meget forskellige katolsk-apostolske kirker. Kirken i København ligger på A.F. Kriegersvej 8, Østerbro. I Aarhus byggede han sammen med ingeniør Jørgen Christensen silobygningen, De fem søstre på Aarhus Havn, der på det tidspunkt var det største siloanlæg i Norden; det opførtes i jernbeton og fremstår med glatte, homogene flader, dekoreret med små gavle, der minder om hollandsk renæssance. Siloanlægget er af Kulturarvsstyrelsen defineret som nationalt industriminde. Til Landsudstillingen i Aarhus 1909 opførtes Skansen og Skansepalæet som hotel, der senere blev indrettet til beboelse.
Han var formand for Turistforeningen i Odense og bestyrelsesmedlem i Haandværker- og Industriforeningen i Odense.

## Privat
Kjær blev gift 27. august 1899 i Aalborg med Astrid Blichfeldt (21. februar 1875 i Aalborg – 7. april 1934 i Odense), datter af manufakturhandler Amdi Blichfeldt og Louise Blichfeldt. Han er begravet i Odense.
To døtre: Krista Kjær (8.5.1900 Odense-27.4.1965 Charlottenlund) gift med professor Jørgen Jørgensen(1.4.1894-1969) og Alice Foinen Kjær (13.9.1902 Odense-). Gift med læge Aage Christensen (28.1.1901- 20.6.1947 Rudkøbing).

## Værker
I Aarhus:
- Katolsk-apostolsk Kirke, Frederiks Allé 37 (1893 sammen med Emanuel Christie Fleischer, nedlagt)
- Skansen og Skansepalæet, Strandvejen 34-36/Heibergsgade 25-27 og 28-36 (1908-09)
- Silobygning for Jysk Andels-Foderstofforretning, De fem søstre, (1926, sammen med ingeniør Jørgen Christensen, udpeget til nationalt industriminde)

Andetsteds:
- Katolsk-apostolsk Kirke, A.F. Kriegers Vej, Rosenvænget, København (1906)
- Ombygning af Knuthenborg på Lolland, Frederiksgave og Wedellsborg (1909-14)

I Odense:
- Kastanievejens Bro (1908)
- Ignaz og Anne Breums Stiftelse, Vandværksvej 11 (1909-10)
- Klarebro (1911)
- Soldaterhjem, Sønder Boulevard 15 (1912)
- Ejendom, Kongensgade 61-63 (1914)
- Vandværksvej 24 (1916)[kilde mangler]
- Brandstation, Klostervej 28 (1916)
- Kontorbygning, Pantheonsgade 5 (1918)
- Boligbebyggelser for Arbejderboligforeninger: Middelfartvej 113 (1918), Skt. Jørgens Gade 124-130 (1918-19), Sønder Boulevard 43-47, 51-59 (1919-22), Krygersvej 2a, 2b, 8, Fælledvej 7-25/Haugstedsgade 14-28/Roarsvej 14-16 (1919-24)/Lahnsgade 92 (1925-26)
- Tietgens Bro (1919-21, ombygget 1956)
- Kommunal badeanstalt, Badstuen, Østre Stationsvej 26 (1922)
- Privat ejendom, Nørrevænget 39 (1922)
- Café Skovbakken, Fruens Bøge (1923)
- Paladsteatret, Vestergade 38 (1923)
- Giersings Realskole, Nonnebakken 7 (1924)
- Vuggestue, Vindegade 62 (1926, nedrevet)

### Konkurrencer
- Sygehus i Odense (1907, præmieret)
- Randers Teater (1903, 1. præmie)
- Christiansborg Slot (3. præmie)
- Omlægning af Sortebrødre Torv, Odense (1933, præmieret)